# Jon Kyl
Jon Llewellyn Kyl (ur. 25 kwietnia 1942) – amerykański polityk, członek Partii Republikańskiej. W latach 1987–1995 był przedstawicielem stanu Arizona w Izbie Reprezentantów Stanów Zjednoczonych, a jesienią 1994 roku został wybrany
senatorem Stanów Zjednoczonych z Arizony. W latach 2000 i 2006 skutecznie ubiegał się o reelekcję na to stanowisko. Trzecią kadencję zdobył w wyborach, które odbyły się 7 listopada 2006. Jego przeciwnikiem z Partii Demokratycznej był Jim Pederson. Nie startował w wyborach w 2012.
W 2018 roku po śmierci Johna McCaina Kyl został mianowany do kontynuowania jego kadencji przez gubernatora Arizony Douga Duceya. Urząd senatora sprawował tym razem przez niespełna 4 miesiące, gdyż zrezygnował wraz z końcem roku.